# Louis Leprince-Ringuet
Louis Leprince-Ringuet (27 de març del 1901, Alèst - 23 de desembre del 2000, París) fou un físic francès, enginyer de telecomunicacions, assagista i historiador de la ciència. Leprince-Ringuet fou un fort defensor de la creació del laboratori CERN (Ginebra), esdevenint subdirector (1956–69) i director (1964–66) del comitè de política científica del CERN.